# Irská krajka
Irská krajka je souhrnný název pro šité, vyšívané a háčkované irské výrobky. 

## Z historie irské krajky
Vyšívané krajky se začaly vyrábět v polovině 18. století jako imitace italských vzorů. Výrobu zakládali někteří majitelé panství a kláštery, asi o 100 let později bylo založeno také několik odborných škol. Ke známým druhům patřily např. Limerick nebo Carrickmacross. Asi od poloviny 19. století se (až dodnes) vyrábějí háčkované krajky. V 21. století se ručně vyrobené krajky zhotovují jen na objednávku nebo amatérsky, průmyslově se irské krajky vyrábějí na vyšívacích strojích.

## Nejznámější druhy

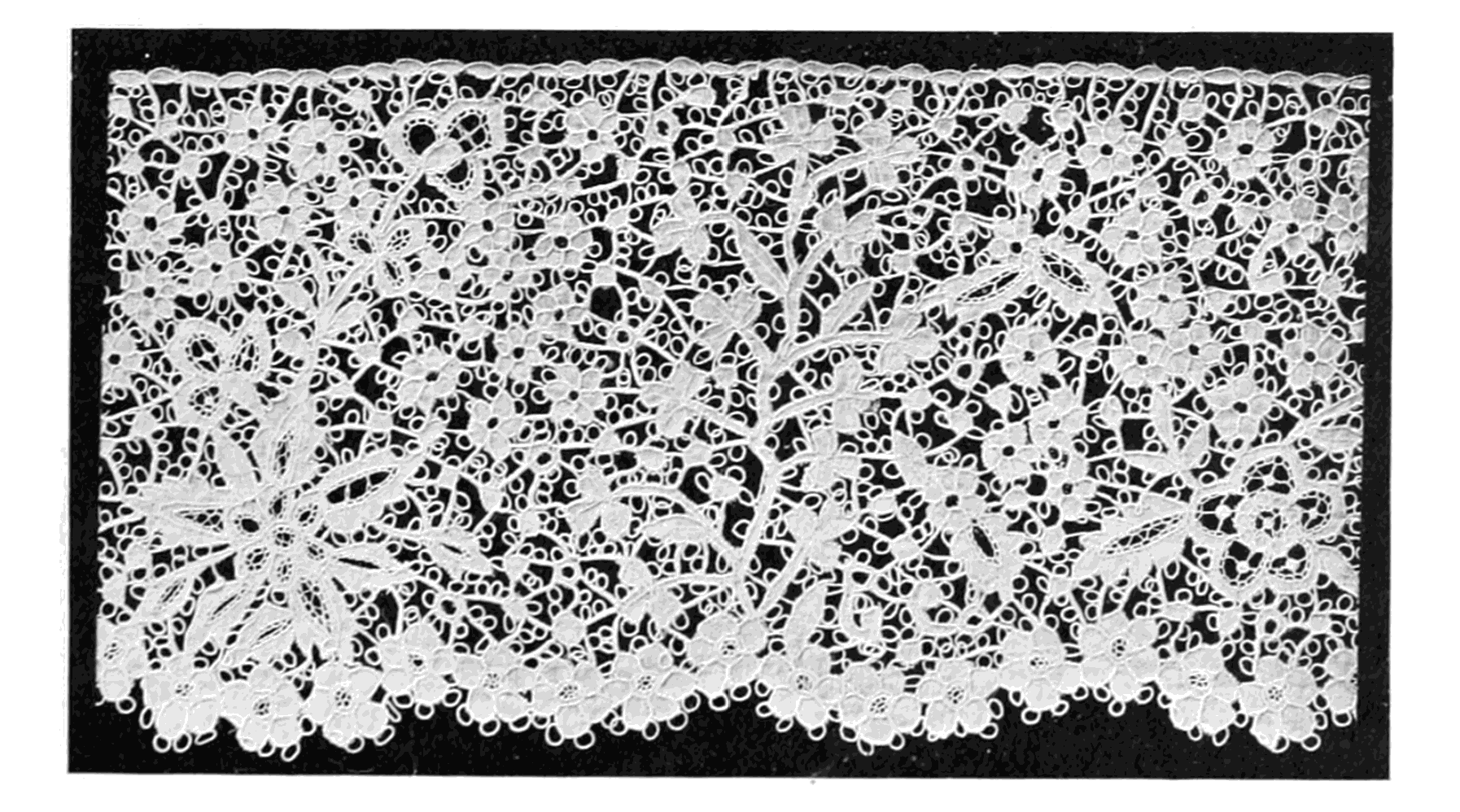
Carrickmacross z 19. století

Limerick je jemná výšivka z řetízkových stehů na strojově vyrobeném tylovém, tzv. nottinghamském podkladu. Regulérní výroba zanikla na začátku 20. století, historické exempláře a napodobeniny byly k dostání ještě o sto let později.
Carrickmacross je krajka zhotovená ve městě stejného jména. Je to výšivka, ze které jsou vystřiženy části podkladové tkaniny. Nejčastějšími motivy jsou růže a trojlístky jetele. Absolventky tamější klášterní odborné školy zhotovují tuto krajku na zakázku ještě i na začátku 21. století (např. rukávy na svatebních šatech anglické princezny Diany).

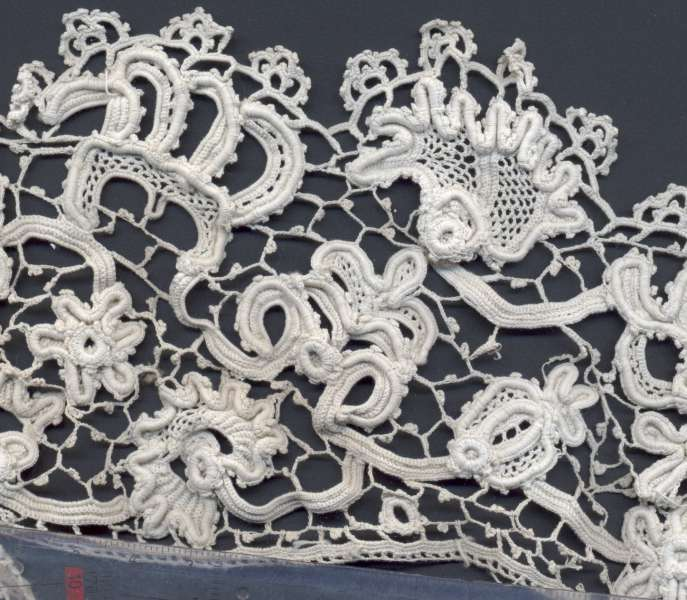
Irská háčkovaná krajka z 19. století

Irská háčkovaná krajka vznikla asi v polovině 19. století jako pokus o napodobení (šité) benátské krajky. Háčkované asymetrické vzory, nejčastěji květiny a listy, vystupují nad povrch řídké půdice, na zhotovení jednoho výrobku se často podílí několik krajkářek.
Háčkování irské krajky patří i v 21. století k oblíbeným hobbies amatérských krajkářek. 
Irskou krajkou se v moravské Zašové inspirovaly lidové krajkářky na vytvoření Zašovských kytiček, jedna se o prostorový způsob háčkovaní irské krajky, kterými byl v roce 1958 vyzdoben česky pavilon výstavy EXPO Brusel. Zašovské kytičky najdete vystavené ve Valašskem skanzenu v Rožnově pod Radhoštěm. 
Clones je háčkovaná krajka ze stejnojmenného městečka. Háčkuje se na tylovém podkladě, charakteristické na krajce jsou tzv. „cloneské uzly“ tvořené několikanásobným točením jehly kolem háčkovací niti. Výroba téměř zanikla po 2. světové válce, od konce 20. století se snaží několik aktivistů krajkářskou tradici obnovit.

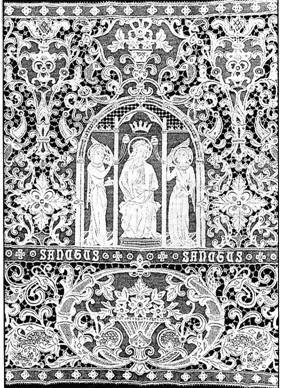
Baldachýn z kenmarské krajky

Kenmare je šitá krajka z kláštera ve stejnojmenném městečku. Začala se vyrábět v poslední třetině 19. století, používala se hlavně na liturgická roucha, po určitou dobu se vyvážela i do Anglie a Francie. Po 1.světové válce byla výroba značně omezena, od konce 20. století se snažil místní zájmový spolek o její obnovení, o výsledcích však není nic známo. 
Postup výroby: Nejdřív se nastehuje obrys vzoru na dvě základní tkaniny, jedna z nich je jemný tyl, druhá robustnější podklad. Potom se vyšije plocha vzoru smykovacími stehy na tylový podklad, stehy na kontuře se odstřihnou, podkladová tkanina odpadne a zůstává hotová krajka.
Strojově se dají vyrábět napodobeniny irských háčkovaných krajek jako vystřihované nebo leptané výšivky.  Údaje o místě a rozsahu výroby nejsou publikovány.